# SNEB
O foguete SNEB (Societe Nouvelle des Etablissements Edgar Brandtt) é um foguete não guiado ar para superfície de 68 milímetros (2,7 pol), fabricado pela empresa francesa TDA Armements, projetado para lançamento por aeronaves de ataque e helicópteros. Ele também é conhecido como foguete Matra, devido ao fato de ser comumente transportado em lançadores semelhantes construídos pela Matra.
Dois outros foguetes foram desenvolvidos, um de 37 mm (1,5 pol) e um de 100 mm (3,9 pol). O foguete de calibre 37 mm foi um dos primeiros desenvolvidos após a Segunda Guerra Mundial, sendo desenvolvido principalmente para combates ar-ar, não estando mais em atividade com as forças militares. A variante de calibre 100 mm está em serviço na Força Aérea Francesa e em algumas outras forças aéreas ao redor do globo. Além da França, várias outras nações produzem o SNEB 68mm foguete sob licença, utilizando em várias aeronaves militares.

## Ogivas
2 Lançadores de foguetes tipo 155 da Matra, com 38 foguetes SNEB de 68mm.
Os foguetes SNEB podem ser armados com estas ogivas:
- Carga explosiva (HE)
- Carga antitanque (HEAT)
- Fragmentação multiuso
- Flechette antipessoal/material
- Fumaça
- Sinalizador
- Foguete de treinamento

## Lançadores de foguetes e cápsulas
A Matra produziu três tipos de lançadores de foguetes para uso com o SNEB 68 mm:
- Lançador de foguetes Matra Tipo 116M – Este é levemente construído e usado como um pod de lançamento de foguetes descartável, carregado com 19 foguetes SNEB 68 mm, que são disparados em uma salva de 0,5 segundo com um intervalo de tempo de 33 milissegundos entre cada disparo de foguete. O mesmo é descartado automaticamente depois que todos os foguetes são lançados.[1]
- Lançador de foguetes Matra Tipo 155 – Amplamente produzido, este é um dispositivo reutilizável feito inteiramente de metal. Carregado com 18 foguetes SNEB 68 mm, ele pode ser pré-programado no solo para disparar individualmente ou em uma salva de ondulação como o Tipo 116M .[1]
- Tanque de lançamento Matra JL-100, pacote de foguete — Este arranjo exclusivo combina um tanque de lançamento com lançador de foguetes contendo 19 SNEB 68mm na frente para formar um pod com formato aerodinâmico que pode ser montado em pontos de fixação acima ou abaixo das asas. Uma aeronave notável equipada com este pod foi o Electric Lightning F.53 da Força Aérea Real Saudita.[2]

Várias outras empresas, como a TDA Armements SAS (subsidiária da Thales Group) também fabricam lançadores para o foguete SNEB de 68mm. Algumas já produzidas são o Telson 12 JF de 12 tubos para aeronaves de caça, o Telson 22 de 22 tubos usado pelo Eurocopter Tiger, o Telson 8 de 8 tubos projetado para helicópteros leves e o Telson 2 de 2 tubos adequado para veículos aéreos não tripulados e aeronaves leves de contrainsurgência.
A empresa britânica Thomas French & Sons também produziu uma série de lançadores licenciados do Matra Tipo 155 para o SNEB.

## Usado por

### Helicópteros
- Bell UH-1H da Força Aérea do Líbano, modificados localmente.
- Aérospatiale Puma
- Eurocopter AS332
- Eurocopter AS 532
- Eurocopter EC 725
- Eurocopter Tiger

### Aeronaves
- Atlas Cheetah
- Atlas Impala
- BAE Sea Harrier
- BAE Harrier II
- BAE Systems Hawk
- Blackburn Buccaneer
- Canadair Sabre
- Dassault-Breguet Super Étendard
- Dassault/Dornier Alpha Jet
- Dassault Étendard IV
- Dassault Mystère
- Dassault Mystère IV
- Dassault Mirage III
- Dassault Mirage 5
- Dassault Mirage F1
- Dassault Ouragan
- Dassault Super Mystère
- de Havilland Sea Vixen
- Douglas A-26 Invader
- English Electric Canberra
- English Electric Lightning
- Fiat G.91
- Fouga CM.170 Magister
- Hawker Hunter
- Hawker Siddeley Harrier
- IAI Kfir
- Malmö Flygindustri MFI-9
- McDonnell Douglas F-4J/K/M
- Morane-Saulnier Vanneau
- Nanchang A-5 - Apenas a variante paquistanesa.
- North American F-86 Sabre
- North American T-6 Texan
- North American T-28S Fennec
- SEPECAT Jaguar
- Shenyang F-6

### Outros
Durante a Guerra Colonial Portuguesa, um Lança Foguetes foi criado para utilização das unidades no terreno, que disparava foguetes SNEB de 37mm. Inicialmente criado pelo jornalista italiano Cesare Dante Vacchi, variantes da OGMA e da Armada foram criadas, com este sendo escolhido por ser menos pesado que as variantes americanas, porém possuía os seus próprios problemas. Mesmo assim, os seus efeitos (especialmente psicológicos) e a sua leveza levou a alguma preferência por parte das forças em campo que a usavam.